# BEO Imagine 77A
Il BEO Imagine 77A è una motocarrozzetta (o sidecar) da competizione progettata da due giovani ingegneri svizzeri, Beat Schmid e Guido Sieber, che è stata impiegata nel Motomondiale 1978 dal pilota motociclistico svizzero Rolf Biland e dal passeggero britannico Kenneth "Kenny" Williams.

## Contesto
Questo sidecar si inserisce nel lungo percorso evolutivo che negli anni ha caratterizzato i mezzi da competizione differenziandoli sempre più dalle motociclette da corsa. Nei primi anni del motomondiale il tre ruote da gara era pressoché simile al modello stradale, ovvero costituito da una moto alla quale veniva aggiogato un carrozzino. Ma già nella stagione 1953 apparve un mezzo che si discostava dai concorrenti, il Watsonian-Norton che fu iridato con l'equipaggio inglese Eric Oliver - Stan Dibben: esso era dotato di ruote dal diametro ridotto a 16", forcelle accorciate ed una struttura allungata, resa possibile da un telaio monotrave appositamente progettato che consentiva al pilota una posizione di guida quasi inginocchiata, molto diversa da quella classica del motociclista.
Il successivo passaggio fu l'introduzione dei telai del tipo a piattaforma, con il serbatoio della benzina e la batteria posizionati, a seconda dei casi, tra la moto e il carrozzino o sul carrozzino. Dagli anni cinquanta si diffusero le carenature "a campana" che coprivano la ruota anteriore, permesse sui sidecar anche dopo il loro divieto sulle moto a fine 1957, mentre dagli anni sessanta si assistette a un'ulteriore diminuzione delle dimensioni delle ruote, così da rendere i sidecar sempre più bassi e infine, nel 1977, il britannico George O'Dell vinse il Mondiale impiegando un mezzo - il Seymaz motorizzato Yamaha – dotato di un sistema di sterzata indiretta di ispirazione automobilistica.

## Tecnica
La motocarrozzetta è un veicolo asimmetrico e anche la sua dinamica è influenzata da tale caratteristica: sempre presente nel sidecar è l'imbardata indotta dalla spinta del motore in accelerazione (che fa girare il veicolo dalla parte del carrozzino) e dai freni nel caso opposto (con opposto effetto). Inoltre la moto, che è molto più pesante del carrozzino e non può piegarsi per contrastare la forza centrifuga, tende a ribaltarsi quando affronta a velocità eccessiva (detto "punto di ribaltamento") una curva dal lato del carrozzino, imponendo a pilota e passeggero di contrastare questo effetto spostando il loro peso all'interno della curva. Per migliorarne le prestazioni della sua motocarrozzetta, Rolf Biland sapeva che doveva cercare di ridurre questi effetti indesiderati e cercare una migliore stabilità dinamica.
Biland si affidò a due giovani connazionali neolaureati in ingegneria, Beat Schmid e Guido Sieber, che avevano redatto la loro tesi di laurea sulla costruzione di un sidecar e chiese loro la realizzazione di un nuovo concetto di "tre ruote" da corsa alla ricerca di una maggiore stabilità: studiando a fondo il regolamento tecnico della classe sidecar del motomondiale, si accorsero di una "falla" al suo interno e spinsero le caratteristiche del loro rivoluzionario mezzo fino ai limiti permessi, realizzando per la stagione 1978 un veicolo ispirato ai "trike", mezzi ibridi con avantreno da moto e retrotreno da auto, in cui entrambe le ruote posteriori sono motrici. Intorno a questa ricerca della massima stabilità furono fatte altre scelte controcorrente, come la posizione del motore Yamaha e del serbatoio (entrambi posteriori e collocati tra le ruote) e la posizione a bordo di pilota e passeggero, con quest'ultimo che se ne restava seduto immobile sul suo sedile per tutta la durata della gara.
La prima mossa per ottenere la stabilità desiderata fu quella di accentrare le masse, pertanto il motore e il cambio vennero collocati al retrotreno, in posizione centrale tra le due ruote invece che sul lato della "moto", sotto al ventre del pilota.
Si ripensò poi la disposizione delle ruote del BEO, riducendo l'asimmetria: la ruota del carrozzino, posta sulla sinistra, era fortemente arretrata e quasi allineata alla ruota destra, mentre la ruota anteriore era spostata verso il centro (fino al limite concesso) pur rispettando il concetto delle "due impronte" (della moto e del carrozzino) imposto dal regolamento, che voleva la ruota sterzante e la ruota motrice allineate tra loro a segnare un'unica impronta. Tutte le ruote erano dotate di sospensioni a bracci oscillanti, con quella anteriore dotato di un sistema di sterzata indiretta di ispirazione automobilistica. Quelle posteriori erano uguali tra loro e prese da una monoposto di Formula 2: erano delle Michelin di misura 240/13 ed erano connesse da una particolare scatola differenziale su cui era calettato l'unico freno a disco che provvedeva a fermarle entrambe, ma né il particolare differenziale né l'innovativo telaio a traliccio furono mai mostrati alla stampa.
Il motore era un quadricilindrico a due tempi di mezzo litro di cilindrata prodotto dalla Yamaha ed elaborato da Folghers, specialista dei motori da cross, fino a raggiungere i 120 CV, che spingevano i 230 kg di massa del veicolo ad una velocità dell'ordine dei 270 km/h.
Una volta realizzato il veicolo, Schmid e Sieber dichiararono di aver ottenuto cinque risultati:
- il mezzo non si sarebbe ribaltato in curva, ma avrebbe perso aderenza restando poggiato sulle ruote una volta raggiunto il "punto di ribaltamento";
- la sua stabilità non era influenzata dai movimenti di pilota e passeggero;
- manteneva stabile la traiettoria in curva in entrambe le direzioni;
- in frenata non si sarebbe avvitato su se stesso, ma si sarebbe arrestato mantenendosi dritto;
- non era soggetto ad imbardata indotta dalla spinta motore o in frenata.

## Accoglienza
Rolf Biland suscitò scalpore presentandosi con questo rivoluzionario mezzo alle prove del GP d'Austria, ove in gara non corse però con questo mezzo, preferendogli il più convenzionale sidecar TTM-Yamaha con il quale vinse il GP grazie al ritiro di Werner Schwärzel.
L'uso del BEO Imagine 77A fu oggetto di contestazione da parte degli altri concorrenti per tutta la stagione, tanto da chiedere lumi alla federazione sull'ammissibilità del mezzo, la cui regolarità venne confermata al GP d'Olanda tenutosi a giugno, ma permise allo svizzero di laurearsi campione.
Sull'onda delle contestazioni, la FIM creò due diverse classi sidecar per la stagione 1979: una classe per i sidecar tradizionali (la B2A) e una per quelli innovativi a due ruote motrici o direzionali (la B2B), una scelta che provocò un impoverimento delle rispettive griglie di partenza, con molti dei partecipanti che scelsero di schierarsi solo in una delle due classi. Rolf Biland si presentò in entrambe le classi, vincendo il titolo in B2A con uno Schimd-Yamaha e arrivando secondo in B2B con un LCR-Yamaha (che aveva rimpiazzato il BEO), in entrambi i casi con Kurt Waltisperg come suo passeggero, dopo che il precedente "co-equiper" Kenny Williams aveva lasciato la squadra scontento del suo ruolo di passeggero "inattivo" sul BEO.